# Patrick Bamford
Patrick James Bamford (ur. 5 września 1993 w Grantham) – angielsko-irlandzki piłkarz, występujący na pozycji napastnika w angielskim klubie Leeds United. Były młodzieżowy reprezentant Anglii i Irlandii.

## Kariera klubowa
Bamford dołączył do akademii Notthingam Forest w wieku 8 lat. Z powodu braku szkolnej drużyny piłkarskiej, Bamford przez kilka lat reprezentował szkolną drużynę rugby, gdzie grał jako obrońca. Dzięki dobrym wynikom maturalnym, Uniwersytet Harvarda zaoferował Anglikowi stypendium, jednak Bamford odrzucił ofertę i postanowił skupić się na karierze piłkarskiej. 31 grudnia 2011 roku zadebiutował w pierwszym zespole Forest przeciwko Cardiff City, zmieniając w końcówce spotkania Matta Derbyshire. Bamford wystąpił również w następnym meczu Forest rozegranym 2 stycznia 2012 roku przeciwko Ipswich, zastępując w drugiej połowie Andy'ego Reida na Portman Road. 19 stycznia wystąpił w rozgrywkach FA Youth Cup w wygranym 9–1 meczu przeciwko Wigan Athletic, strzelając 5 bramek i zaliczając 3 asysty. Tydzień później ponownie wpisał się na listę strzelców rozgrywek, zdobywając 4 bramki w zwycięstwie 5–1 z Southampton. Bamford odrzucił dwukrotnie możliwość przedłużenia wygasającego w lecie kontraktu z Forest, a klub pozwolił wychowankowi odejść do Chelsea.
31 stycznia 2012 roku został zawodnikiem Chelsea, podpisując z klubem pięcioletni kontrakt. W lutym zaczął trenować z pierwszą drużyną i występować w drużynie rezerw. Grał głównie na pozycji prawoskrzydłowego i zdobył 6 bramek w 7 rozegranych meczach rezerw. W 2014 roku wziął udział w meczach przedsezonowych pierwszej drużyny i 17 lipca w pierwszym sparingu Chelsea strzelił pierwszą bramkę spotkania, a jego drużyna pokonała Wycombe 5–0. 21 lipca 2015 roku podpisał nowy, trzyletni kontrakt z Chelsea.
W listopadzie 2012 roku dołączył na zasadzie 6-tygodniowego wypożyczenia do występującego wówczas w League One Milton Keynes Dons. Ostatecznie wypożyczenie przedłużono do końca sezonu. Bamford zakończył sezon z 4 golami w 14 występach. 
W czerwcu 2013 roku Chelsea przedłużyła wypożyczenie Bamforda do 5 stycznia 2014 roku. W 23 ligowych występach Bamford strzelił 14 goli. 4 stycznia 2014 roku, w ostatnim występie dla The Dons, Bamford zdobył swojego 17 gola w sezonie, który zapewnił remis 3–3 w meczu trzeciej rundy FA Cup przeciwko Wigan Athletic. Łącznie w 44 występach dla klubu z Denbigh Stadium strzelił 21 bramek.
3 stycznia 2014 roku grające w Championship Derby County potwierdziło wypożyczenie Bamforda do końca sezonu. 10 stycznia Bamford zadebiutował w nowych barwach w porażce 4–1 z Leicester City. W kolejnym meczu przeciwko Brighton & Hove Albion w 76 minucie spotkania strzelił bramkę, która dała Derby zwycięstwo 1–0. 24 stycznia odebrał nagrodę za najlepszego gracza miesiąca grudnia League One, dzięki znakomitym występom dla MK Dons. Dzień później zdobył swoją 19 bramkę w sezonie, w zremisowanym 1–1 meczu z Blackburn Rovers. 24 maja zagrał w rozgrywanym na Wembley finale play-offów przeciwko QPR, jednak jego drużyna przegrała ten mecz 0–1. Dla The Rams Bamford grał głównie na prawym skrzydle i wystąpił łącznie w 23 spotkaniach, notując 8 trafień.

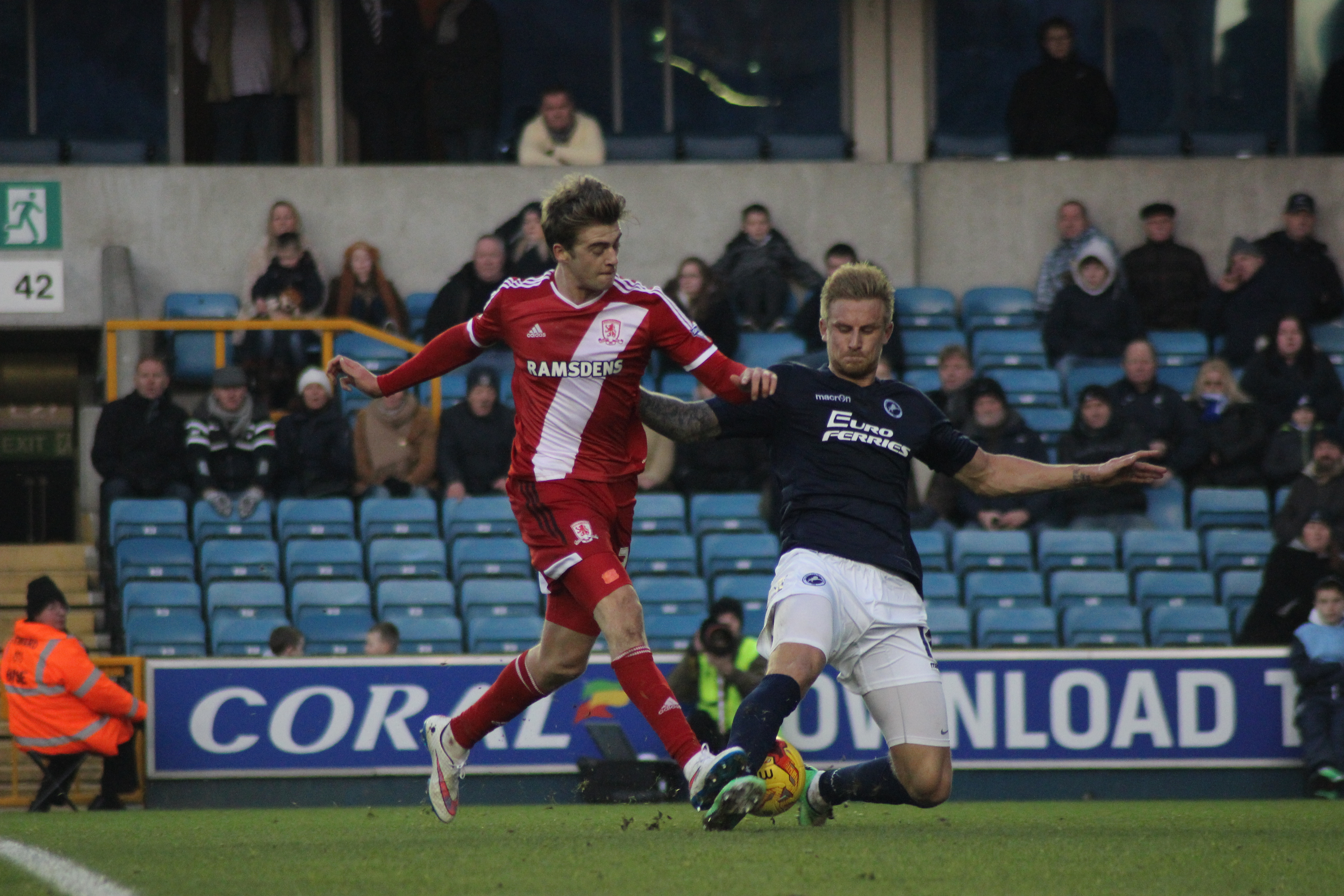
Bamford w barwach Middlesbrough

29 sierpnia 2014 roku Bamford został wypożyczony na pół roku do występującego w Championship Middlesbrough. 20 września strzelił swojego pierwszego gola dla Boro, w wygranej 4–0 z Brentford. 23 sierpnia w Pucharze Ligi pojawił się w końcówce spotkania przeciwko Liverpoolowi. W doliczonym czasie gry został sfaulowany przez Kolo Touré w obrębie pola karnego, po czym sam wykorzystał jedenastkę, dając Boro wyrównanie i doprowadzając tym samym do serii rzutów karnych, zakończoną porażką Middlesbrough 14–13. 24 stycznia 2015 roku, przeciwko Manchesterowi City na wyjeździe zaliczył bramkę oraz asystę w wygranym 2–0 meczu czwartej rundy FA Cup. 31 grudnia 2014 roku Chelsea ogłosiła, że pozostanie w Middlesbrough do końca sezonu. W kwietniu został uznany Najlepszym graczem Championship sezonu 2014/2015. Bamford miał duży wkład w doprowadzeniu swojej drużyny do finału play-offów, jednak w finale poniósł drugą z rzędu porażkę, kiedy to 25 maja Middlesbrough przegrało 0–2 z Norwich City. Sezon zakończył z 19 golami, co uczyniło go najlepszym strzelcem Boro.
21 lipca 2015 roku dołączył do Crystal Palace na zasadzie rocznego wypożyczenia. 16 sierpnia zadebiutował w klubie, w przegranym 1–2 meczu rozgrywek Premier League z Arsenalem.

## Kariera reprezentacyjna
Rodzina ze strony jego matki pochodzi z Irlandii, dzięki czemu Bamford mógł reprezentować na szczeblu juniorskim zarówno Irlandię jak i Anglię. W reprezentacji Irlandii do lat 18 zaliczył jeden występ. 28 lutego 2012 roku zadebiutował w kadrze Anglii do lat 19, w meczu towarzyskim przeciwko reprezentacji Czech, gdzie wpisał się na listę strzelców tego spotkania. W listopadzie 2013 roku po raz pierwszy został powołany do reprezentacji Anglii do lat 21. Bamford nie wykluczył reprezentowania Irlandii na szczeblu seniorskim.